# 4000

4000(사천)은 3999보다 크고 4001보다 작은 자연수다.

## 수학적 특징
- 합성수로, 그 약수는 총 24개다. (1, 2, 4, 5, 8, 10, 16, 20, 25, 32, 40, 50, 80, 100, 125, 160, 200, 250, 400, 500, 800, 1000, 2000, 4000)
  - 4000의 진약수의 합은 5828이므로, 4000은 과잉수다.
- 34번째 아킬레스 수다. 앞의 아킬레스 수는 3888, 다음은 4232이다.
- 32번째 십각수다. 앞의 십각수는 3751, 다음은 4257이다.
- {\displaystyle 4000=20^{2}+60^{2}=36^{2}+52^{2}}
  - 서로 다른 두 자연수의 제곱합으로 나타내는 방법이 두 가지인 수다.
- {\displaystyle 57^{4}-1}은 4000으로 나누어떨어진다.

## 4000 이상 5000 미만의 주요 자연수

### 4001~4099
- 4001: 551번째 소수, 피타고라스 삼조의 빗변의 길이. ({\displaystyle 4001^{2}=801^{2}+3920^{2}})
- 4003: 552번째 소수.
- 4005: 89번째 삼각수.
- 4007: 553번째 소수, 61번째 안전 소수(↔ 2003).
- 4013: 554번째 소수.
- 4015: 평년 11년의 날짜.
- 4019: 555번째 소수, 102번째 소피 제르맹 소수(↔ 8039).
- 4021: 556번째 소수.
- 4027: 557번째 소수, 102번째 슈퍼 소수.
- 4028: 197 이하의 모든 소수의 합.
- 4030 = 52번째 오각수, 3번째 기묘수.
  - 70, 836에 이은 3번째 기묘수로, 다음 기묘수는 5830이다.
- 4032: 연속하는 두 자연수(63, 64)의 곱, 연속하는 세 짝수(14, 16, 18)의 곱.
- 4033: 37번째 팔각수.
- 4047: 18번째 육각뿔수.
- 4049: 558번째 소수.
- 4051: 559번째 소수.
- 4057: 560번째 소수.
- 4058: 6번째 사촌 소수쌍(43, 47)의 제곱합, 서로 다른 두 소수의 제곱합으로 나타낼 수 있는 51번째 반소수.
- 4060: 28번째 사면체수.
- 4068 = {\displaystyle 42^{2}+48^{2}}
- 4071: 23번째 십팔각수.
- 4073: 561번째 소수, 103번째 소피 제르맹 소수(↔ 8147).
- 4079: 562번째 소수, 62번째 안전 소수(↔ 2039).
- 4080: 연속하는 세 자연수(15, 16, 17)의 곱.
- 4087: 연속하는 두 소수(61, 67)의 곱.
- 4089: 29번째 십이각수.
- 4090: 29번째 케이크 수.
- 4091: 563번째 소수, 103번째 슈퍼 소수.
- 4093: 564번째 소수.
- 4095: 90번째 삼각수, 6번째 홀수 과잉수(진약수의 합: 4641), 연속하는 두 홀수(63, 65)의 곱.
- 4096 = 212 = 46 = 84 = 163 = 642
- 4099: 565번째 소수.

### 4100~4199
- 4101: 41번째 중심있는 오각수.
- 4105
  - 피타고라스 삼조의 빗변의 길이. ({\displaystyle 4105^{2}=384^{2}+4087^{2}=1513^{2}+3816^{2}})
  - 연속하는 세 삼각수(28, 36, 45)의 제곱합.
- 4111: 566번째 소수.
- 4127: 567번째 소수, 63번째 안전 소수(↔ 2063).
- 4129: 568번째 소수.
- 4133: 569번째 소수, 104번째 슈퍼 소수.
- 4135: 53번째 중심있는 삼각수.
- 4139: 570번째 소수, 64번째 안전 소수(↔ 2069).
- 4140: 8번째 벨 수.
- 4141: 41번째 칠각수, 46번째 중심있는 사각수.
- 4150: 각 자릿수의 5제곱의 합.
- 4151: 각 자릿수의 5제곱의 합.
- 4153: 571번째 소수, 105번째 슈퍼 소수.
- 4157: 572번째 소수.
- 4159: 573번째 소수.
- 4160: 연속하는 두 자연수(64, 65)의 곱.
- 4166: 35번째 중심있는 칠각수.
- 4177: 574번째 소수.
- 4178: 서로 다른 두 소수(37, 53)의 제곱합으로 나타낼 수 있는 52번째 반소수.
- 4180: 22번째 이십각수.
- 4181: 19번째 피보나치 수.
- 4184: 8부터 23까지 연속하는 자연수 16개의 제곱합.
- 4186: 91번째 삼각수.
- 4187: 53번째 오각수.
- 4199: 연속하는 세 소수(13, 17, 19)의 곱.

### 4200~4299
- 4200: 35번째 구각수, 20번째 오각뿔수.
- 4201: 575번째 소수.
- 4216: 31번째 십일각수.
- 4211: 576번째 소수, 104번째 소피 제르맹 소수(↔ 8423).
- 4217: 577번째 소수, 106번째 슈퍼 소수.
- 4219: 578번째 소수, 38번째 중심있는 육각수.
- 4223: 17번째 칠각뿔수.
- 4224: 연속하는 두 짝수(64, 66)의 곱.
- 4225 = 652, 25번째 십육각수.
- 4227: 199 이하의 모든 소수의 합.
- 4229: 579번째 소수.
- 4231: 580번째 소수.
- 4232: 35번째 아킬레스 수.
- 4233: 709번째 쐐기수.
  - {\displaystyle 4233\approx 10^{4}(\pi -e)} (OEIS의 수열 A073244)
- 4241: 581번째 소수.
- 4243: 582번째 소수.
- 4251: 26번째 십오각수.
- 4253: 583번째 소수.
- 4256: 38번째 팔각수.
- 4257: 33번째 십각수.
- 4259: 584번째 소수, 65번째 안전 소수(↔ 2129).
- 4261: 585번째 소수.
- 4271: 586번째 소수, 105번째 소피 제르맹 소수(↔ 8543).
- 4273: 587번째 소수, 107번째 슈퍼 소수.
- 4278: 92번째 삼각수.
- 4283: 588번째 소수, 66번째 안전 소수(↔ 2141).
- 4284: 연속하는 세 칠각수(7, 18, 34)의 곱.
- 4289: 589번째 소수.
- 4290: 연속하는 두 자연수(65, 66)의 곱.
- 4294: 54번째 중심있는 삼각수.
- 4297: 590번째 소수.

### 4300~4399
- 4302: 18번째 삼십각수.
- 4306: 42번째 중심있는 오각수.
- 4322: 서로 다른 두 소수(29, 59)의 제곱합으로 나타낼 수 있는 53번째 반소수.
- 4324: 23번째 사각뿔수.
- 4325: 47번째 중심있는 사각수.
- 4327: 591번째 소수.
- 4337: 592번째 소수.
- 4339: 593번째 소수, 108번째 슈퍼 소수.
- 4347: 54번째 오각수, 42번째 칠각수.
  - 3부터 11까지 연속하는 자연수 9개의 세제곱합.
- 4349: 594번째 소수, 106번째 소피 제르맹 소수(↔ 8699).
- 4355
  - 연속하는 두 홀수(65, 67)의 곱.
  - 2부터 11까지 연속하는 자연수 10개의 세제곱합.
- 4356 = 662, 11 이하의 모든 자연수의 세제곱합.
- 4357: 595번째 소수.
- 4363: 596번째 소수.
- 4368 = {\displaystyle 4^{2}+16^{2}+64^{2}}
- 4371: 93번째 삼각수.
- 4373: 597번째 소수, 107번째 소피 제르맹 소수(↔ 8747).
- 4375 = {\displaystyle {\frac {7}{16}}\times 10^{4}}
- 4380: 30번째 십이각수, 평년 12년의 날짜.
- 4391: 598번째 소수, 108번째 소피 제르맹 소수(↔ 8783).
- 4397: 599번째 소수, 109번째 슈퍼 소수.

### 4400~4499
- 4409: 600번째 소수, 109번째 소피 제르맹 소수(↔ 8819).
- 4411: 36번째 중심있는 칠각수.
- 4420: 연속하는 두 십각수(52, 85)의 곱.
- 4421: 601번째 소수, 110번째 슈퍼 소수.
- 4422: 연속하는 두 자연수(66, 67)의 곱.
- 4423: 602번째 소수.
- 4424: 2부터 5까지 연속하는 네 자연수의 5제곱합.
- 4425: 5 이하의 모든 자연수의 5제곱합.
- 4438: 211 이하의 모든 소수의 합.
- 4440: 24번째 십팔각수.
- 4441: 603번째 소수.
- 4442: 서로 다른 두 소수(31, 59)의 제곱합으로 나타낼 수 있는 54번째 반소수.
- 4444: 회문수.
- 4446: 36번째 구각수.
- 4447: 604번째 소수, 39번째 중심있는 육각수.
- 4451: 605번째 소수.
- 4455: 연속하는 두 칠각수(55, 81)의 곱.
- 4456: 55번째 중심있는 삼각수.
- 4457: 606번째 소수.
- 4463: 607번째 소수, 111번째 슈퍼 소수.
- 4465: 94번째 삼각수.
- 4481: 608번째 소수, 110번째 소피 제르맹 소수(↔ 8963), 28번째 프로트 소수({\displaystyle 4481=35\times 2^{7}+1}).
  - 피타고라스 삼조의 빗변의 길이. ({\displaystyle 4481^{2}=2080^{2}+3969^{2}})
- 4483: 609번째 소수.
- 4485: 39번째 팔각수.
- 4488: 연속하는 두 짝수(66, 68)의 곱.
- 4489 = 672
- 4490: 753번째 쐐기수.
  - 일본 프로 야구의 투수 통산 최다 탈삼진 기록은 가네다 마사이치의 4490개다.
- 4493: 610번째 소수.
- 4495: 29번째 사면체수.
- 4496: 32번째 십일각수.

### 4500~4599
- 4500: 36번째 아킬레스 수.
- 4507: 611번째 소수.
- 4510: 55번째 오각수.
- 4513: 612번째 소수, 48번째 중심있는 사각수.
- 4516: 43번째 중심있는 오각수.
- 4517: 613번째 소수, 112번째 슈퍼 소수.
- 4519: 614번째 소수.
- 4522: 34번째 십각수.
- 4523: 615번째 소수.
- 4526: 30번째 케이크 수.
- 4538: 서로 다른 두 소수(7, 67)의 제곱합으로 나타낼 수 있는 55번째 반소수.
- 4547: 616번째 소수, 67번째 안전 소수(↔ 2273).
- 4549: 617번째 소수, 113번째 슈퍼 소수.
- 4556: 연속하는 두 자연수(67, 68)의 곱.
- 4558: 43번째 칠각수.
- 4560: 95번째 삼각수.
- 4561: 618번째 소수.
- 4562: 서로 다른 두 소수(29, 61)의 제곱합으로 나타낼 수 있는 56번째 반소수.
- 4563: 37번째 아킬레스 수.
- 4567: 619번째 소수, 114번째 슈퍼 소수.
- 4576: 26번째 십육각수.
- 4577: 23번째 이십각수.
- 4579: 19번째 팔면체수.
- 4583: 620번째 소수.
- 4590: 27번째 십오각수.
- 4591: 621번째 소수.
- 4597: 622번째 소수.

### 4600~4699
- 4603: 623번째 소수.
- 4608: 38번째 아킬레스 수.
- 4621: 624번째 소수, 56번째 중심있는 삼각수.
- 4623: 연속하는 두 홀수(67, 69)의 곱.
- 4624 = 682
- 4637: 625번째 소수.
- 4639: 626번째 소수.
- 4643: 627번째 소수.
- 4649: 628번째 소수.
- 4651: 629번째 소수.
- 4656: 96번째 삼각수.
- 4657: 630번째 소수.
- 4661: 223 이하의 모든 소수의 합.
- 4663: 631번째 소수, 115번째 슈퍼 소수, 37번째 중심있는 칠각수.
- 4673: 632번째 소수.
- 4676: 56번째 오각수.
- 4679: 633번째 소수, 68번째 안전 소수(↔ 2339).
- 4681: 31번째 십이각수, 40번째 중심있는 육각수.
- 4682: 서로 다른 두 소수(31, 61)의 제곱합으로 나타낼 수 있는 57번째 반소수.
- 4691: 634번째 소수.
- 4692: 연속하는 두 자연수(68, 69)의 곱.
- 4696: 9부터 24까지 연속하는 자연수 16개의 제곱합.
- 4699: 37번째 구각수.

### 4700~4799
- 4703: 635번째 소수, 69번째 안전 소수(↔ 2351).
- 4705: 49번째 중심있는 사각수.
- 4720: 40번째 팔각수.
- 4721: 636번째 소수.
- 4723: 637번째 소수.
- 4725: 7번째 홀수 과잉수(진약수의 합: 5195).
- 4727: 37 이하의 모든 소수의 제곱합.[a]
- 4729: 638번째 소수.
- 4731: 44번째 중심있는 오각수.
- 4733: 639번째 소수, 111번째 소피 제르맹 소수(↔ 9467).
- 4745: 평년 13년의 날짜.
- 4750: 19번째 육각뿔수.
- 4751: 640번째 소수.
- 4753: 97번째 삼각수.
- 4757: 연속하는 두 소수(67, 71)의 곱.
- 4759: 641번째 소수, 116번째 슈퍼 소수.
- 4760: 연속하는 두 짝수(68, 70)의 곱.
- 4761 = 692
- 4774: 44번째 칠각수, 회문수.
- 4778: 서로 다른 두 소수(17, 67)의 제곱합으로 나타낼 수 있는 58번째 반소수.
- 4783: 642번째 소수.
- 4785: 33번째 십일각수.
- 4787: 643번째 소수, 117번째 슈퍼 소수, 70번째 안전 소수(↔ 2393).
- 4788: 9부터 12까지 연속하는 네 자연수의 세제곱합.
- 4789: 644번째 소수, 57번째 중심있는 삼각수.
- 4793: 645번째 소수, 112번째 소피 제르맹 소수(↔ 9587).
- 4795: 35번째 십각수.
- 4799: 646번째 소수, 71번째 안전 소수(↔ 2399).

### 4800~4899
- 4801: 647번째 소수, 118번째 슈퍼 소수.
- 4807: 19번째 삼십각수.
- 4813: 648번째 소수.
- 4817: 649번째 소수.
- 4825: 25번째 십팔각수.
  - 피타고라스 삼조의 빗변의 길이. ({\displaystyle 4825^{2}=1104^{2}+4697^{2}=3367^{2}+3456^{2}})
  - 연속하는 두 세제곱수(27, 64)의 제곱합.
- 4830: 연속하는 두 자연수(69, 70)의 곱.
- 4831: 650번째 소수.
- 4845: 57번째 오각수, 17번째 오포체수, 연속하는 세 홀수(15, 17, 19)의 곱.
- 4851: 98번째 삼각수, 21번째 오각뿔수.
- 4861: 651번째 소수.
- 4862: 9번째 카탈랑 수.
- 4871: 652번째 소수, 113번째 소피 제르맹 소수(↔ 9743).
- 4877: 653번째 소수, 119번째 슈퍼 소수.
- 4879: 11번째 카프리카 수.[b]
- 4888: 227 이하의 모든 소수의 합.
- 4889: 654번째 소수.
- 4896: 연속하는 세 자연수(16, 17, 18)의 곱.
- 4899: 연속하는 두 홀수(69, 71)의 곱.

### 4900~4999
- 4900 = 702, 24번째 사각뿔수.
- 4901: 50번째 중심있는 사각수.
- 4903: 655번째 소수.
- 4909: 656번째 소수.
- 4913 = 173
- 4919: 657번째 소수, 114번째 소피 제르맹 소수(↔ 9839), 72번째 안전 소수(↔ 2459).
- 4921: 41번째 중심있는 육각수.
- 4922: 38번째 중심있는 칠각수.
- 4931: 658번째 소수.
- 4933: 659번째 소수, 120번째 슈퍼 소수.
- 4937: 660번째 소수.
- 4941: 27번째 십육각수, 연속하는 두 자연수(13, 14)의 세제곱합.
- 4942: 28번째 십오각수.
- 4943: 661번째 소수, 121번째 슈퍼 소수, 115번째 소피 제르맹 소수(↔ 9887).
- 4950: 12번째 카프리카 수[c], 99번째 삼각수.
- 4951: 662번째 소수, 45번째 중심있는 오각수.
- 4957: 663번째 소수.
- 4959: 38번째 구각수.
- 4960: 58번째 중심있는 삼각수, 30번째 사면체수.
- 4961: 41번째 팔각수.
- 4967: 664번째 소수.
- 4969: 665번째 소수.
- 4970: 연속하는 두 자연수(70, 71)의 곱.
- 4973: 666번째 소수.
- 4974: 839번째 쐐기수.
- 4987: 667번째 소수.
- 4992: 32번째 십이각수, 24번째 이십각수, 31번째 케이크 수.
- 4993: 668번째 소수, 29번째 프로트 소수({\displaystyle 4993=39\times 2^{7}+1}).
- 4995: 45번째 칠각수.
- 4999: 669번째 소수.